# Castle Pines
Castle Pines és una concentració de població designada pel cens dels Estats Units a l'estat de Colorado. Segons el cens del 2000 tenia 5.958 habitants.

## Demografia
Segons el cens del 2000, Castle Pines tenia 5.958 habitants, 2.078 habitatges, i 1.886 famílies. La densitat de població era de 224,6 habitants per km².
Dels 2.078 habitatges en un 44% hi vivien nens de menys de 18 anys, en un 86,5% hi vivien parelles casades, en un 3% dones solteres, i en un 9,2% no eren unitats familiars. En el 6,8% dels habitatges hi vivien persones soles l'1% de les quals corresponia a persones de 65 anys o més que vivien soles. El nombre mitjà de persones vivint en cada habitatge era de 2,87 i el nombre mitjà de persones que vivien en cada família era de 3,01.
Per edats la població es repartia de la següent manera: un 29,5% tenia menys de 18 anys, un 2,9% entre 18 i 24, un 29,8% entre 25 i 44, un 33,5% de 45 a 60 i un 4,3% 65 anys o més.
L'edat mediana era de 40 anys. Per cada 100 dones de 18 o més anys hi havia 99,4 homes.
La renda mediana per habitatge era de 138.035 $ i la renda mediana per família de 140.816 $. Els homes tenien una renda mediana de 93.254 $ mentre que les dones 57.054 $. La renda per capita de la població era de 70.456 $. Entorn del 0,3% de les famílies i el 0,3% de la població estaven per davall del llindar de pobresa.

## Poblacions més properes
El següent diagrama mostra les poblacions més properes.